# Circuit des Monts du Livradois
Le Circuit des Monts du Livradois est une course cycliste française disputée au Livradois, une région naturelle du Massif central. Créée en 1947,, il s'agit de la doyenne des compétitions cyclistes auvergnates. Elle fait partie du calendrier national de la Fédération française de cyclisme.

## Histoire
Par le passé, diverses éditions se sont tenues sur deux étapes avec un classement général. 
L'édition 2020 est annulée en raison de la pandémie de Covid-19. C'est également le cas en 2024, en raison d'un renouvellement de l'équipe dirigeante.

## Palmarès
| Année | Vainqueur            | Deuxième               | Troisième                |
| ----- | -------------------- | ---------------------- | ------------------------ |
| 1947  | Joseph Neri          | Pierre Molinéris       | Émile Dagnière           |
| 1948  | Roger Champeix       | Émile Dagnière         | Orlando Contini          |
| 1949  | Jean Rebout          | Louis Thomas           | Roger Champeix           |
| 1950  | Raphaël Géminiani    | Jean Blanc             | Lucien Bulidon           |
| 1951  | Louis Gauthier       | Antoine Gomez          | François Bussemey        |
| 1952  | Yves Cohen           | Max Cohen              | Robert Chaux             |
| 1953  | Albert Cavagna       | Marcel Grail           | Pierre Rollet            |
| 1954  | Dino Alessio         | Maurice Marsy          | Antoine Dos Santos       |
| 1955  | Maurice Marsy        | Ange Kottack           | Jean Deshors             |
| 1956  | Maurice Marsy        | Antoine Martinez       | Jean Deshors             |
| 1957  | Raymond Poncet       | Antoine Martinez       | Jean Czaplicki           |
| 1958  | Bruno Grespan        | Maurice Marsy          | Bruno Woznica            |
| 1959  | Yves Fayon           | Antoine Coutarel       | Adrien Peythieu          |
| 1960  | Pierre Tarri         | Raymond Poncet         | Yves Cohen               |
| 1961  | Ferdinand Devèze     | Maurice Marsy          | Joseph Boudon            |
| 1962  | Jacky Chantelouve    | Stéphane Klimek        | Élie Lumazzi             |
| 1963  | Guy Seyve            | Jean Selic             | Marcel Ferri             |
| 1964  | Joseph Boudon        | André Geneste          | Knut Krahn               |
| 1965  | Marcel Ferri         | Robert Jankowski       | Élie Lumazzi             |
| 1966  | Robert Grimal        | Marcel Magnand         | Robert Gimeno            |
| 1967  | Guy Seyve            | Paul Gutty             | Henri Chavy              |
| 1968  | Roger Quinanzoni     | René Pingeon           | Francis Rigon            |
| 1969  | Paul Ravel           | Ferdinand Julien       | Guy Seyve                |
| 1970  | Paul Ravel           | Noël Geneste           | Raymond Breuil           |
| 1971  | Daniel Samy          | Jean-Pierre Guitard    | Lucien Gonthier          |
| 1972  | Martin Martinez      | Charles Genthon        | Daniel Samy              |
| 1973  | Bernard Vallet       | Jean Chassang          | Yvon Verne               |
| 1974  | Jean-Claude Courteix | Daniel Samy            | Gérard Mortelecque       |
| 1975  | Bernard Sommavilla   | Gilbert Favre          | Dominique Stellmacher    |
| 1976  | Joël Bernard         | Dominique Stellmacher  | Alain De Carvalho        |
| 1977  | Marc Durant          | Christophe Beaubrun    | Yves Vitalis             |
| 1978  | Pascal Simon         | Claude Chabanel        | Yves Nicolas             |
| 1979  | Patrick Mauvilly     | Joël Bernard           | Sylvain Blandon          |
| 1980  | Bernard Dubost       | Jacques Desportes      | Daniel Chassang          |
| 1981  | Éric Dall'Armelina   | Patrick Busolini       | Jean-Claude Garde        |
| 1982  | Denis Celle          | Gilles Guichard        | Denis Roux               |
| 1983  | Jean Pinault         | André Carles           | William Bonnet           |
| 1984  | Jean-Yves Bulliat    | Claude Séguy           | Alain Renaud             |
| 1985  | Christian Seznec     | Marcel Kaikinger       | Mariano Martinez         |
| 1986  | Mariano Martinez     | Gilles Goutal          | Patrick Monier           |
| 1987  | Patrick Bruet        | Éric Fouix             | Mariano Martinez         |
| 1988  | Patrick Janin        | Marc Thévenin          | Tanguy Boulch            |
| 1989  | Marc Thévenin        | Thierry Martinière     | Sylvain Volatier         |
| 1990  | Jean-Paul Garde      | Jean-Pierre Bourgeot   | Gilles Demarigny         |
| 1991  | Jacek Bodyk          | Éric Fouix             | Henryk Charucki (pl)     |
| 1992  | Jean-Pierre Bourgeot | Jean-Michel Bourgeot   | Jean-Philippe Duracka    |
| 1993  | Denis Jusseau        | Jean-Paul Garde        | Jean-Marc Bonnard        |
| 1994  | Christian Pagès      | Thibault Humbert       | Marc Thévenin            |
| 1995  | Dominique Terrier    | Jean-Philippe Duracka  | Alain Saillour           |
| 1996  | Jacek Bodyk          | James Gandin           | Jean-Pierre Duracka      |
| 1997  | Chris Newton         | Christophe Manin       | Pascal Peyramaure        |
| 1998  | Gilles Zech          | Éric Potiron           | Sébastien Laroche        |
| 1999  | Stéphane Boury       | Steve Ramsay           | Raphaël Vallas           |
| 2000  | Ivaïlo Gabrovski     | Frédéric Ruberti       | Frédéric Sermet          |
| 2001  | Jonathan Dayus       | Franck Faugeroux       | Gilles Zech              |
| 2002  | Christophe Cousinié  | Stéphane Bellicaud     | Gaël Moreau              |
| 2003  | Freddy Ravaleu       | Benjamin Levécot       | Maxim Gourov             |
| 2004  | Benoît Lagorce       | Alexandre Kovdiy       | Rodolphe D'Estampes      |
| 2005  | Mickaël Larpe        | Rene Mandri            | Benoît Luminet           |
| 2006  | pas de course        | pas de course          | pas de course            |
| 2007  | Loïc Vandel          | Paul Moucheraud        | Benoît Luminet           |
| 2008  | Cédric Jeanroch      | Benoît Luminet         | Nicolas Inaudi           |
| 2009  | Sylvain Georges      | Yevgeniy Sladkov       | Laurent Denonfoux        |
| 2010  | Cristóbal Olavarría  | Jérôme Mainard         | Rudy Molard              |
| 2011  | Nicolas Morel        | Julien Liponne         | Damien Cigolotti         |
| 2012  | Mickaël Larpe        | Frédéric Vernet        | Yvan Callaou             |
| 2013  | Yohan Cauquil        | Xavier Brun            | Pierre Latour            |
| 2014  | François Lamiraud    | Yoann Michaud          | Sébastien Fournet-Fayard |
| 2015  | Florent Pereira      | Cédric Eustache        | Xavier Brun              |
| 2016  | Axel Chatelus        | Adrien Bonnefoy        | Vincent Louiche          |
| 2017  | Aurélien Doléatto    | Rémy Rochas            | Geoffrey Bouchard        |
| 2018  | Dimitri Bussard      | Alexandre Jamet        | Kevin Geniets            |
| 2019  | Sten Van Gucht       | Kévin Besson           | Florent Pereira          |
| 2020  | annulé               | annulé                 | annulé                   |
| 2021  | Stefan Bennett       | Romain Campistrous     | Tao Quéméré              |
| 2022  | Rémi Capron          | Simon Combes           | Sten Van Gucht           |
| 2023  | Théo Laurans         | Nicolas Rousset-Favier | Stefan Bennett           |
| 2024  | annulé               | annulé                 | annulé                   |